# Harold Brookfield
Harold Chillingworth Brookfield (* 9. März 1926 in England; † 22. Mai 2022 in Canberra) war ein britisch-australischer Geograph.

## Werk
Brookfield galt als Spezialist für Ländliche Entwicklung, kleinskalige Gesellschaften, landwirtschaftliche Familienbetriebe und die Wechselwirkungen zwischen Landnutzung und gesellschaftlichen Entwicklungen in Entwicklungsländern. Er trug mit seinen Arbeiten wesentlich zur Grundlegung der Politischen Ökologie als wissenschaftlicher Disziplin bei und war bis zu seinem Ruhestand 1991 Professor an der Australian National University.
Mit den regionalen Schwerpunkten Südostasien und dem Pazifische Raum untersuchte Brookfields die Interaktionen der Mensch-Umwelt-Beziehungen.

## Leben
Harold Brookfield erhielt 1950 seinen PhD-Grad an der London School of Economics and Political Science, University of London mit einer Arbeit zum „post-eighteenth century urban development in coastal Sussex“. In seiner wissenschaftlichen Karriere lehrte er am Birkbeck College an der University of London (1948–1952), an der University of Natal im südafrikanischen Durban, an der University of New England in Armidale und schließlich an der Australian National University (ANU). Er war Professor an der Pennsylvania State University und der McGill University in Kanada, sowie Chair of Geography an der University of Melbourne. Er arbeitete als Teamleider am UNESCO Man and the Biosphere Programm auf Fiji mit. 1977 wurde Brookfield in die Academy of the Social Sciences in Australia aufgenommen, 2009 in die British Academy. Außerdem erhielt er 1973 ein Guggenheim-Stipendium, 1975 den Back Award der Royal Geographical Society, 1996 die Auszeichnung IGU Lauréat d'Honneur und 2006 die Centenary Medal der Royal Scottish Geographical Society. Brookfield galt zeit seines Lebens als „magnificent loner“ und schätzte eine seiner Publikationen („Local study with comparative method“) ganz besonders, da sie es ermöglichte „to see the wood for the trees“ und geeignet war, aus praktischer Feldarbeit heraus theoretische Debatten zu generieren.